# Le Piège des Tholiens
Le Piège des Tholiens (The Tholian Web) est le neuvième épisode de la troisième saison de la série télévisée Star Trek. Il fut diffusé pour la première fois le 15 novembre 1968 sur la chaîne américaine NBC. Diffusé le 26 décembre 1982 sur TF1, il constitue le tout premier épisode de la série jamais diffusé à la télévision française.
Après la disparition mystérieuse de l'USS Vainqueur (Defiant), l'Enterprise enquête dans le système tholien. Le capitaine Kirk ayant disparu, Spock et le Docteur McCoy ne sont pas d'accord sur ce qu'ils doivent faire.

## Distribution

### Acteurs principaux
- William Shatner — James T. Kirk (VF : Yvon Thiboutot)
- Leonard Nimoy — Spock (VF : Régis Dubost)
- DeForest Kelley — Leonard McCoy
- James Doohan — Montgomery Scott
- George Takei — Hikaru Sulu
- Nichelle Nichols — Uhura
- Walter Koenig — Pavel Chekov

### Acteurs secondaires
- Majel Barrett - Infirmière Christine Chapel
- Sean Morgan - Lieutenant O'Neil
- Barbara Babcock - Voix de Loskene(Commandant Tholien)
- Paul Baxley - Le Capitaine du Vainqueur
- Frank da Vinci - Lieutenant Brent
- Robert Bralver - Ingénieur
- Jay D. Jones - Ingénieur
- Lou Elias - Membre de l'équipage

## Résumé
Suivant un message de détresse venant de l'USS Vainqueur, l'Enterprise découvre un vaisseau abandonné. A l'intérieur, l'équipage semble s'être entretué et certains corps semblent même être devenus intangibles. De plus, le vaisseau n'est plus visible sur les scanners même s'il est visible à l'œil nu. Celui-ci entre dans une forme de faille dimensionnelle et commence à disparaître. Alors que l'ingénieur Montgomery Scott réussi à téléporter tout le monde à nouveau à bord, sauf le capitaine Kirk qui disparaît avec le vaisseau.
À la tête de l'Enterprise, Spock tente d'attendre que le vaisseau réapparaisse, ce qui selon ses calculs doit arriver d'ici deux heures. Toutefois, deux problèmes se posent. D'une part, la zone semble influencer certains membres de l'équipage, comme Pavel Chekov qui sont en proie à des accès de colère meurtrière. D'autre part, un vaisseau tholien fait son apparition. Ils se montrent méfiants, estimant qu'il s'agit d'une violation de leur espace. Malgré les conseils du Docteur McCoy, Spock reste dans les parages, mais Kirk n'apparaît pas, la stabilité de la zone ayant été perturbée par le vaisseau tholien. Celui-ci fait feu et, sous les salves, Spock décide de répliquer. Cela endommage l'Enterprise et, pendant que les réparations sont faites, un autre vaisseau tholien fait son apparition. Les deux vaisseaux commencent à tisser une toile entourant le périmètre de l'Enterprise.
Après une annonce funéraire en l'honneur du capitaine, McCoy et Spock se disputent sur la marche à suivre. Le médecin réussit à convaincre Spock de regarder une vidéo que Kirk avait enregistrée à leur intention en cas de décès prématuré. Celle-ci donne des conseils aux deux hommes sur la façon dont ils doivent collaborer. Pendant ce temps, le lieutenant Uhura a une vision du capitaine Kirk dans le miroir de la salle de bain. McCoy croit qu'elle est atteinte du même mal délirant que d'autres membres de l'équipage, mais Scotty, puis McCoy, Spock et Sulu vont être témoins de cette apparition. Spock comprend que Kirk est toujours vivant et connecté à l'Enterprise.
Alors que Spock se concentre sur la prochaine apparition de Kirk, McCoy découvre un palliatif qui pourrait empêcher les membres du vaisseau de succomber à la folie. Tous réussissent à téléporter Kirk indemne à l'intérieur du vaisseau et à s'enfuir avant que la toile des tholiens ne soit finie. Kirk félicite Spock et McCoy pour avoir aussi bien travaillé ensemble. Il fait mention des conseils qu'il leur prodiguait sur sa vidéo, mais les deux intéressés mentent en affirmant ne pas l'avoir vue afin de rassurer le capitaine en lui affirmant qu'ils l'ont toujours cru vivant.

### Continuité
- C'est la première apparition des Tholiens dans l'univers de Star Trek.
- Les événements de cet épisode seront mentionnés dans l'épisode L'Importun
- Le double épisode de la série dérivée Star Trek: Enterprise Le Côté obscur du miroir montre ce qu'il est arrivé à l'équipage de l'USS Vainqueur.
- La médaille de Kirk déjà évoquée dans l'épisode Un coin de paradis refait son apparition.

## Production

### Écriture
Le scénario de l'épisode fut proposé le 7 avril 1968 de manière non sollicitée par la scénariste indépendante Judy Burns sous le titre de In Essence - Nothing . Le script fut rédigé avec son mari Chet Richards afin de financer leur voyage d'étude en Afrique. Il fut finalisé le 25 juin 1968 avant d'être partiellement réécrit par Arthur Singer et Fred Freiberger au cours du mois de juillet 1968 sous le titre de "The Tholian Web."
Une partie de l'épisode fut réécrit pour inclure l'idée que Kirk est dans une faille dimensionnelle car la bible de Star Trek, rédigée par Gene Roddenberry, spécifiait qu'il ne fallait pas d'éléments qui paraissent « surnaturels ». À l'origine, l'USS Defiant se nommait l'USS Scimitar ("Cimeterre") et l'équipage était entouré d'une sorte de champs de force protecteur au lieu de leur combinaison.

### Tournage
Le tournage eut lieu du 5 au 12 août 1968 au studio de la compagnie Desilu sur Gower Street à Hollywood, sous la direction du réalisateur Ralph Senensky. Toutefois, celui-ci fut viré au cours du tournage et remplacé par Herb Wallerstein. C'est aussi le premier épisode sur lequel Al Francis remplace Jerry Finnerman à la direction de la photographie.
Senensky réutilise la méthode consistant à utiliser des caméras équipées d'objectif fisheye afin de simuler la vision des hommes atteint de folie furieuse. Technique qu'il avait déjà expérimenté sur l'épisode Veritas.
Les acteurs portent de nouvelles combinaisons spatiales qui remplacent celles introduites dans l'épisode L'Équipage en folie. Celles-ci permettent aux acteurs de mieux respirer même si elles prenaient plus de temps pour les acteurs pour être portées. Elles seront de nouveaux portées dans les épisodes La Colère des dieux et La Frontière. Après l'arrêt de la série, elles seront réutilisés dix ans plus tard dans la première saison de Mork and Mindy.

### Post-production
Selon Mike Minor, il s'agit de l'épisode qui aura demandé le plus de temps en post-production afin de faire les effets spéciaux.

## Diffusion et réception critique

### Diffusion américaine
L'épisode fut retransmis à la télévision pour la première fois le 15 novembre 1968 sur la chaîne américaine NBC en tant que neuvième épisode de la troisième saison.

### Diffusion hors États-Unis
L'épisode fut diffusé au Royaume Uni le 1er décembre 1971 sur BBC One.
En version francophone, l'épisode fut diffusé au Québec en 1971 par Télé-Métropole et son réseau d'affiliés. En France, l'épisode est diffusé le dimanche 26 décembre 1982 sur TF1. Il s'agit du premier épisode de la série jamais diffusé en France et fait partie des treize épisodes à avoir été diffusés à cette période.

### Réception critique
Dans le livre The World of Star Trek, Nichelle Nichols avouait qu'il s'agissait de son épisode préféré avec Tribulations. L'épisode fut nommé aux Emmy Awards de 1968 pour ses effets spéciaux.
Dans un classement pour le site Hollywood.com, Christian Blauvelt place cet épisode à la 23e position sur les 79 épisodes de la série originelle expliquant qu'il s'agit d'un des meilleurs épisodes où l'équipage court après le temps. Pour le site The A.V. Club, Zack Handlen donne à l'épisode la note de B+ trouvant que l'épisode est bien écrit et que la dualité entre McCoy et Spock fonctionne bien.

### Hommage
- En 1997, le terme "Tholian Web" était un nom secret du service des douanes et de la protection des frontières des États-Unis afin de parler de la pornographie infantile. Elle permit de traquer et d'arrêter des centaines de pédophiles[5],[6].
- En 2010, Gerry W. Beyer, professeur dans une université de droit du Texas, cite le passage où McCoy et Spock regardent la vidéo post-mortem de Kirk comme le premier cas de "testament sous forme de vidéo." [7]
- Le 7 octobre 2006, la combinaison portée par le docteur McCoy dans cet épisode s'est vendue aux enchères pour la somme de 120 000 dollars.

## Adaptation littéraire
L'épisode fut romancé sous forme d'une nouvelle de 16 pages écrite par l'auteur James Blish dans le livre Star Trek 5, un recueil compilant différentes histoires de la série et sorti en février 1972 aux éditions Bantam Books.

## Éditions commerciales
Aux États-Unis, l'épisode est disponible sous différents formats. En 1988 et 1990, l'épisode est sorti en VHS et Betamax. L'épisode sortit en version remastérisée sous format DVD en 2001 et 2006.
L'épisode connut une nouvelle version remasterisée diffusée le 31 mars 2007 : l'épisode fit l'objet de nouveaux effets spéciaux, notamment les plans de l'Enterprise vus de l'espace qui ont été refaits à partir d'images de synthèse même si une partie des effets spéciaux d'époques furent laissés inchangés. Les effets spéciaux des batailles, des vaisseaux Tholiens et de la toile ont été complètement changés. Cette version est comprise dans l'édition Blu-ray, diffusée en décembre 2009.
En France, l'épisode fut disponible avec l'édition VHS de l'intégrale de la saison 3 en 2000. L'édition DVD est sortie en 2004 et l'édition Blu-ray le 22 décembre 2009.